# Alessandro Ghigi
Alessandro Ghigi (Bologna, 9 febbraio 1875 – Bologna, 20 novembre 1970) è stato uno zoologo, naturalista e ambientalista italiano.

## Biografia
Figlio dell'avvocato Callisto e di Maria Morelli, si sposò con Maria Teresa Pagnoni.
Laureatosi in Scienze naturali all'Università di Bologna, Alessandro Ghigi nel 1900 partecipò alla fondazione della Società Emiliana Pro Montibus et Sylvis.
Nel 1902 ottenne la libera docenza in zoologia, insegnando alla scuola superiore agraria di Bologna e all'Università degli Studi di Ferrara. Nel 1922 vinse la cattedra di zoologia a Bologna, dove diresse l'Istituto di zoologia. Fu rettore dell'ateneo bolognese dal 1930 al 1943: come tale, volle chiamare, prima in qualità di assistente in zoologia poi per la stazione sperimentale di pollicoltura di Rovigo, Mario Bonavita (allora noto come compositore di canzoni con lo pseudonimo di Marf), per i suoi meriti nel campo della sperimentazione degli incroci degli animali da cortile.
Nel 1911, fu uno dei fondatori della «Rivista Italiana di Ornitologia».
Nel primo ventennio del Novecento perorò, assieme ad Erminio Sipari e a Pietro Romualdo Pirotta, la causa di un parco nazionale nell'Appennino abruzzese, e con essi sostenne in seguito la creazione del Parco nazionale d'Abruzzo, istituito su iniziativa privata ed inaugurato il 9 settembre 1922, prima del riconoscimento governativo.
Nel 1930 venne nominato Magnifico Rettore dell'Università di Bologna, incarico che mantenne fino al 1943.
Nel 1933 fondò il Laboratorio di zoologia applicata alla caccia, quindi denominato Istituto nazionale per la Fauna Selvatica, oggi inglobato in ISPRA.
Eletto deputato del Regno d'Italia (XXIX legislatura), il 6 febbraio 1943 venne nominato senatore. Nel 1938 il suo nome comparve tra gli scienziati ed intellettuali italiani sostenitori delle leggi razziali fasciste. Nel 1939 pubblicò per Zanichelli il volume "Problemi biologici della razza e del meticciato" dove sosteneva "la superiorità della nostra stirpe" e accusava i meticci di essere "causa di regresso e disgregazione, una ferita nella evoluzione naturale".
Nel 1951 promosse l'istituzione della Commissione per la conservazione della natura e delle sue risorse del C.N.R., commissione che ha presieduto sino alla morte. Nel 1954 contribuì a fondare la rivista Natura e Montagna, che diresse dal 1954 al 1966.
Autore di centinaia di pubblicazioni, in particolare di zoologia, oltre a svariate relazioni, curò anche il volume La Fauna (Milano 1959) del Touring Club Italiano.